# Alexandre le Grand : Au rang des dieux
Alexandre le Grand : Au rang des dieux est une série télévisée américano-britannique mélangeant documentaire historique et reconstitutions dramatiques, basée sur la vie d'Alexandre le Grand, l'un des personnages les plus célèbres de l'Antiquité.
Réalisée par Hugh Ballantyne, sous la direction de Tony Mitchell, la série est diffusée sur Netflix le 31 janvier 2024.

## Synopsis
Mêlant scènes de fiction ainsi que des témoignages d'historiens et d'archéologues, Alexandre le Grand : Au rang des dieux retrace le destin du roi de Macédoine Alexandre le Grand,.
La série est présentée comme une série documentaire dramatique et historique qui dépeint la vie d'Alexandre « à travers sa transformation radicale de prince guerrier en Dieu vivant ».
Elle raconte notamment comment Alexandre accède au pouvoir après l'assassinat de son père Philippe II de Macédoine. Elle s'attarde également sur son obsession à vaincre le puissant Empire perse dirigé par Darius III, ce qui le mènera à conquérir d'immenses territoires jusqu'à la vallée de l'Indus. Elle décrypte enfin la manière dont Alexandre a forgé sa légende.
Parmi les experts présents dans cette série, on retrouve notamment l'archéologue Calliope Limneos-Papakosta, ainsi que Jeanne Reames, professeure agrégée d'histoire de l'université du Nebraska.

## Fiche technique
- Création : Tony Mitchell
- Production : Lion Television et Tailfeather Productions
- Réalisation : Tony Mitchell et Hugh Ballantyne
- Musique : Taran Mitchell
- Costumes : Luciano Capozzi
- Maquillage : Christa Schoeman

## Distribution
Sauf indication contraire, les informations mentionnées dans cette section peuvent être confirmées par la base de données cinématographiques IMDb,  présente dans la section « Liens externes ».

### Acteurs
- Buck Braithwaite (VF : Marc Maurille) : Alexandre le Grand
- Mido Hamada (en) (VF : Nessym Guetat) : Darius III
- Kosha Engler (VF : Barbara Beretta) : Olympias
- Christopher Sciueref (VF : Mathieu Rivolier) : Philippe II
- Will Stevens (VF : Yoann Sover) : Héphestion
- Dino Kelly (VF : Adrien Lemaire) : Ptolémée
- Jadran Malkovich (VF : Loïc Houdré) : Parménion
- Alain Ali Washnevsky (VF : Emmanuel Gradi) : Mazaios
- Waleed Elgadi (VF : Benjamin Gasquet) : Bessos
- Agni Scott (VF : Nathalie Bienaimé) : Stateira
- Nada El Belkasmi : Barsine
- Steven Hartley (VF : Philippe Roullier) : Memnon de Rhodes
- James Oliver Wheatley : Attale
- Marie-Batoul Prenant : Eurydice

### Intervenants
- Calliope Limneos-Papakosta (VF : Daria Levannier) - archéologue
- Riham Abdulla Zaki - archéologue
- Salima Ikram (VF : Annie Milon) - professeure d'égyptologie
- Touraj Daryace - historien
- Lloyd Llewellyn-Jones (VF : Simon Volodine) - professeur d'histoire ancienne
- Jeanne Reames - professeure d'histoire
- Carolyn Willekes (VF : Sophie Planet) - Maîtresse de conférences

## Tournage
La série, qui a mobilisé une équipe de plus de 100 personnes, a été tournée au Maroc entre septembre 2022 et la fin du printemps 2023.

## Épisodes
- Épisode 1 : L'enfant roi
- Épisode 2 : La victoire ou la mort
- Épisode 3 : Face-à-face
- Épisode 4 : L'empire de l'or
- Épisode 5 : Un dieu vivant
- Épisode 6 : Le monde à conquérir

## Accueil

### Avis de la presse
Martin Cid Magazine dresse une critique plutôt positive de la série :

« Si la fin est connue, Alexandre le Grand : Au rang des dieux n’en reste pas moins un documentaire intéressant, qui présente des faits et associe le côté personnel du personnage à sa vision stratégique et impérialiste. [..] La série nous permet de revivre l’histoire d’Alexandre le Grand et de sa grandeur, qui subsiste encore aujourd’hui dans les textes, les mémoires et, bien sûr, en Égypte, en particulier dans la magnifique ville d’Alexandrie. »

De son côté, L’Eclaireur Fnac note que : « Netflix ne cherche pas à révolutionner le genre ni à rivaliser avec les films historiques les plus célèbres du septième art, mais parvient toutefois à poursuivre cette tradition de divertissement éducatif, qui a prouvé son succès par le passé ». Pour le média, la série offre « une première incursion plus que distrayante à quiconque veut se pencher sur cette figure historique ».
Parmi les éléments notables, le site de pop culture Decider du New York Post relève que la sexualité d’Alexandre est abordée dès le premier épisode, à travers la « scène de baisers sexy et tendre entre Alexandre et son ami proche Héphestion ».

Pour le critique Jesse Hassenger, cette scène est intéressante car : 

« Elle permet de souligner que les deux auraient pu être amants (bien que ce ne soit pas certain). Cela permet également de montrer que la différence entre les relations hétérosexuelles et homosexuelles n’était pas aussi claire pour les Grecs que pour les sociétés ultérieures. »

En revanche, The Indian Express trouve la série déséquilibrée et « entièrement hagiographique », « avec peu de temps consacré aux faiblesses d'Alexandre ou à ses faux pas éthiques ». Le média indien regrette également que les reconstitutions des batailles ne soient pas « juxtaposées avec des images des lieux où ces batailles ont réellement eu lieu », et ne présente « aucun aperçu d'une ou deux ruines » des sites traversés.

## Autour de la série
Deux jours seulement après sa sortie, la série se hisse à la troisième place des séries les plus regardées du moment sur Netflix.